# Everyday Everywhere
「Everyday Everywhere」（エブリディ エブリウェア）は、太陽とシスコムーンの4枚目のシングル。1999年8月25日発売。

## 概要
4か月連続リリースの第三弾となるシングル。
タイトル曲「Everyday Everywhere」は自身初のバラード曲である。
テレビ東京系「アイドルをさがせ!」エンディングテーマ。

## 収録曲
全作詞・作曲：つんく
1. Everyday Everywhere
編曲：村山晋一郎
2. 宇宙でLa Ta Ta -super afro remix-
リミックス：ORIENTA-RHYTHM for BASEMENT FACTORY PRODUCTIONS
3. 宇宙でLa Ta Ta -after summer remix-
リミックス：CHiBUN
4. Everyday Everywhere (Instrumental)

## 参加ミュージシャン
Everyday Everywhere
- キーボード＆プログラミング：村山晋一郎
- アコースティックギター：吉川忠英
- エレクトリックギター：YAMACHI
- バックグラウンドボーカル：太陽とシスコムーン・DAVID LOWSON・BRENDA VAUGHN